# Joseph L. Roberts Jr.
Joseph L. Roberts Jr., né le 17 février 1935 à Chicago (Illinois) et mort le 15 février 2015 à Atlanta, est un pasteur chrétien baptiste américain. Il est le pasteur principal de l'Église baptiste Ebenezer à Atlanta de 1975 à 2005.

## Biographie
Il est né à Chicago (Illinois) le 17 février 1935. Il étudie au Knoxville College et obtient un Bachelor of Arts en 1956, puis il étudie la théologie à l’Union Theological Seminary et obtient un master (Master of Divinity). Il étudie également la théologie au Princeton Theological Seminary et obtient un deuxième master.

### Ministère
Il sert dans l’administration de l’Église presbytérienne aux États-Unis d'Amérique et est également pasteur de l’église presbytérienne de Weequahic à Newark (New Jersey). Par la suite, il est pasteur à l’église presbytérienne unie d’Elmwood Park (New Jersey).
En 1975, il devient pasteur principal de l'Église baptiste Ebenezer à Atlanta. Il fonde un ministère pour les mères adolescentes, des programmes de tutorat et une coopérative alimentaire. Durant son ministère, l’église accueille plus de 2,000 nouveaux membres, ce qui l'incite à lancer la construction d’un nouveau bâtiment comprenant un auditorium de 1 700 places, en face de l'ancien, dont la dédicace a lieu en 1999.
Il quitte son poste de pasteur principal en 2005.

## Vie personnelle
Il est marié avec Esther Wortham et a trois enfants. Il est décédé le 15 février 2015.

## Distinctions
Il reçoit 5 doctorats en théologie (Doctorats honoris causa) des universités suivantes : Université Johnson-C.-Smith, Interdenominational Theological Center, Morehouse College, Franklin College (Indiana) et Kalamazoo College .